# Дорога Мужества
Не следует путать с «Трассой Мужества» — железной дорогой Абакан — Тайшет.
«Дорога Мужества» — двухпутная железнодорожная линия Старый Оскол — Сараевка, построенная в 1943 году при подготовке к Курской битве для усиления действовавшей на Курском выступе однопутной железной дороги Касторная — Мармыжи — Курск — Льгов, обслуживавшей пять армий Центрального и три армии Воронежского фронтов.

## Строительство дороги

Паровоз 1943 года, участник исторического сражения на Курской дуге

Белгород. Железнодорожный музей ЮВЖД. Фото 2019 года

По ходатайству Военного совета Воронежского фронта Государственный Комитет Обороны поручил НКПС с 15 июня по 15 августа 1943 года построить железнодорожную линию.
8 июня 1943 года ГКО принял постановление «О строительстве линии Старый Оскол — Ржава» протяженностью 95 километров по облегченным техническим условиям.
Трасса на протяжении 68 километров была новой, а другой участок пути составляла существующая ветка в районе Курской магнитной аномалии, нуждающаяся в реконструкции.
В строительстве дороги под руководством генерал-майора П. А. Кабанова участвовали :
- три железнодорожные бригады,
- спецформирования НКПС,
- 2 тысячи красноармейцев из запасных частей,
- около 20 тысяч человек местного населения, из них — около 8 тысяч человек — жители Старооскольского района, в основном женщины и подростки.

Начальником железнодорожной станции Старый Оскол в это время был Подойников Иван Григорьевич, награждённый Орденом Трудового Красного Знамени (1905 д. Бабровы Дворы — 1975 г. Старый Оскол, Каплинское кладбище).
Военный совет Воронежского фронта выделил для обеспечения строительства два автомобильных батальона. Изыскания и проектирование линии велись одновременно с сооружением. Дорога вступила в строй досрочно — 17 июля 1943 года. Труд 306 наиболее отличившихся её строителей был отмечен правительственными наградами.

«…геройски трудилось население на строительстве железнодорожной линии Старый Оскол — Ржава. Её строительство было начато накануне битвы на Курской дуге для обеспечения перевозки грузов войск Воронежского фронта. По решению Государственного Комитета Обороны надо в кратчайший срок построить дорогу со всеми сооружениями протяжённостью 95 километров.
На строительство дороги вместе с железнодорожными воинскими частями работало 25 тысяч человек гражданского населения и 1280 подвод. Как только стало известно о начавшемся наступлении немцев под Орлом и Белгородом, на стройке была объявлена фронтовая пятидневка. Люди работали днём и ночью. Ни минуты простоя! — таков был лозунг строителей. Ничто — ни прифронтовые условия работы, ни налёты вражеской авиации не могли замедлить темпов работы. Благодаря героическому труду строителей в разгар боёв на Курской дуге 19 июля по новой дороге прошли первые эшелоны с войсками и грузами. Задание Государственного Комитета Обороны было выполнено досрочно: за 32 дня вместо 60.»
— Н. Васильев. – первый секретарь Белгородского обкома КПСС. На Белгородской земле. В книге: «Они отстояли жизнь» сб. фронтовых очерков. Белгород, 1968г.

## Значение дороги
Новая линия разгрузила железнодорожную линию Касторная — Курск, Воронежский фронт получил самостоятельную железнодорожную коммуникацию, выход на рокадную дорогу Курск — Белгород и на изолированный железнодорожный участок Ржава — Обоянь. Ввод дороги ускорил доставку грузов к линии фронта на 24—48 часов, так как сократилась дальность доставки грузов автотранспортом на 120—150 километров. Дорога была использована для организации кольцевого одностороннего движения поездов по маршруту Касторная — Курск — Сараевка — Старый Оскол, что значительно увеличило провозную способность железных дорог на Воронежском и Центральном фронтах во время Курской битвы и способствовало её победоносному завершению.

## Дальнейшая эксплуатация дороги
После окончания Великой Отечественной войны и начала разработки Курской Магнитной Аномалии линия получила важное промышленное значение.
В 1960-х — 1970-х годах от основной линии были отведены ответвления, обслуживающие Лебединский и Стойленский горно-обогатительные комбинаты. В 1999 году участок Старый Оскол — Стойленская был электрифицирован (система переменного тока 25 кВ).
По состоянию на 2009 год линия Старый Оскол — Сараевка используется как для грузового, так и для пассажирского сообщения. В рамках «Федеральной целевой программы развития железнодорожного транспорта» планируется до 2018 года полностью электрифицировать участок Стойленская — Сараевка.
По данной ветке проходят поезда дальнего следования: Старый Оскол — Москва — Старый Оскол, Белгород — Новосибирск — Белгород, пригородное сообщение возобновлено, но в меньшем объёме, по маршруту Старый Оскол — Ржава — Старый Оскол (по состоянию на 2014 год).
В 2023 году по этому пути запустили туристический маршрут. Паровоз Л-2349 «Лебедянка» («Победа») 1954 года постройки и два пригородных вагона возят пассажиров два раза в неделю.